# Baranowe (obwód odeski)
Baranowe (ukr. Баранове) – wieś na Ukrainie, w obwodzie odeskim, w rejonie berezowskim, w hromadzie Iwaniwka. W 2001 liczyła 563 mieszkańców, wśród których 530 wskazało jako ojczysty język ukraiński, 23 rosyjski, 8 mołdawski, a 2 bułgarski.